# هروشکی (ناحیه ویشکوف)
هروشکی (به چکی: Hrušky) یک منطقهٔ مسکونی در جمهوری چک است که در ناحیه ویشکوو واقع شده‌است. هروشکی ۵٫۴۶ کیلومتر مربع مساحت و ۷۷۱ نفر جمعیت دارد و ۱۹۹ متر بالاتر از سطح دریا واقع شده‌است.